# Plane (film)
Plane is een Amerikaanse actie-thriller uit 2023, geregisseerd door Jean-François Richet.

## Verhaal
Commercieel piloot Brodie Torrance maakt een succesvolle noodlanding nadat zijn vliegtuig zwaar beschadigd was geraakt door een storm. Hij realiseert zich al snel dat het eiland waarop hij is geland Jolo is, geregeerd door zwaarbewapende antiregeringsmilities. Een lokale militieleider vindt de passagiers en gijzelt ze om grote losgelden van hun families af te persen. Terwijl internationale reddingsexperts hun locatie proberen te vinden en de tijd begint te dringen, heeft Torrance geen andere keus dan een veroordeelde moordenaar te bevrijden die hij oorspronkelijk moest vervoeren en met hem samen te werken om de passagiers te redden en een manier te vinden om van het eiland af te komen.

## Rolverdeling
| Acteur          | Personage       |
| --------------- | --------------- |
| Gerard Butler   | Brodie Torrance |
| Mike Colter     | Louis Gaspare   |
| Yoson An        | Samuel Dele     |
| Tony Goldwyn    | Scarsdale       |
| Daniella Pineda | Bonnie Lane     |
| Paul Ben-Victor | Terry Hampton   |
| Remi Adeleke    | Shellback       |
| Joey Slotnick   | Matt Sinclair   |

## Productie
Op 13 juli 2016 verwierf MadRiver Pictures de filmrechten. In november 2019 kocht Lionsgate Films de filmrechten. Voorlopig startte de filmstudio echter niet met de oorspronkelijk beoogde filmproductie van $ 50 miljoen, omdat de productieverzekering die kort voor het uitbreken van de COVID-19-pandemie werd afgesloten, geen verzekeringsdekking omvatte voor het geval van een pandemie. In plaats daarvan verkocht Lionsgate tijdelijk de filmrechten voordat de studio ze in mei 2021 weer verwierf.
Het filmen begon in augustus 2021 in Puerto Rico. In oktober 2021 werd het einde van de opnames gemeld. Het productiebudget lag tussen de 20 en 25 miljoen dollar.

## Release
De film ging in première op 11 januari 2023 in het AMC Lincoln Square Theater in New York. Plane werd vervolgens op 13 januari 2023 uitgebracht in de Verenigde Staten door Lionsgate.

## Ontvangst
Op Rotten Tomatoes heeft Plane een waarde van 76% en een gemiddelde score van 6,0/10, gebaseerd op 148 recensies. Op Metacritic heeft de film een gemiddelde score van 62/100, gebaseerd op 43 recensies.